# Matthias Russ
Matthias Russ (ur. 14 listopada 1983 w Reutlingen) jest niemieckim kolarzem szosowym. W rozpoczął występy w zawodowym peletonie w 2005 roku. 
Z powodzeniem startował w Giro d'Italia 2008, będąc po 6. etapie drugi (po jedenastym etapie stracił to miejsce), jednak po 14. etapie zrezygnował z dalszej jazdy. Po sezonie 2010 w wyniku rozpadu jego grupy Milram zakończył karierę.

## Najważniejsze zwycięstwa
- 2006 - etap w Regio Tour